# Amata huebneri
Amata huebneri là một loài bướm đêm thuộc phân họ Arctiinae, họ Erebidae. It is found from the Indo Australian tropics to northern Australia.